# Salomé Zurabisjvili

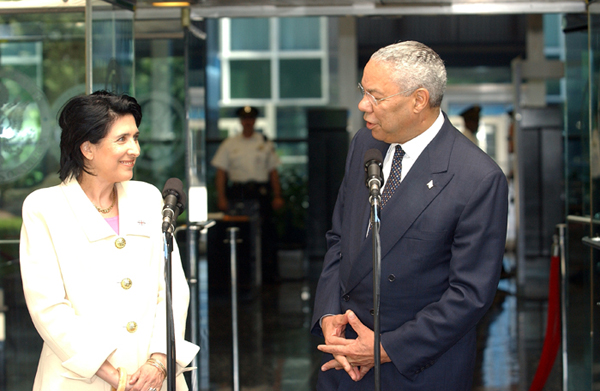
Salomé Zurabisjvili vid ett möte med USA:s utrikesminister Colin Powell 2004.

Salomé Zurabisjvili (georgiska: სალომე ზურაბიშვილი, franska: Salomé Zourabichvili), född 18 mars 1952 i Paris, Frankrike, är en fransk-georgisk politiker som 2018 - 2024 Georgiens president. Hon är första kvinnan att inneha posten.
Mellan 2004 och 2005 var hon Georgiens utrikesminister, hon är också före detta diplomat. Zurabisjvili var åren 2006–2011 partiordförande för oppositionspartiet Georgiens Väg. En kort period ersattes hon på partiledarposten av Kacha Seturidze innan hon återtog partliordförandeposten.

## Biografi
Zurabisjvili föddes 1952 i Paris i Frankrike i en familj av georgiska politiska flyktingar. År 2003 blev hon fransk ambassadör i Georgien. År 2004 utsågs hon av den georgiske presidenten Micheil Saakasjvili till utrikesminister i hans regering som den första kvinnan på denna post. Året därpå, den 19 oktober 2005, fick hon sparken som utrikesminister av den georgiska premiärministern Zurab Nogaideli efter flera dispyter med medlemmar i det georgiska parlamentet. I november 2005 startade hon organisationen Salome Zourabichvili's Movement, och året därpå meddelade hon att hon startat ett nytt politiskt parti, Georgiens Väg. Partiet, som är i opposition mot Micheil Saakasjvilis Enade Nationella Rörelsen, deltog vid valet av kommunfullmäktige i Tbilisi 2006 men fick endast dryga 2 % av valkretsens röster. Den 11 november 2010 meddelade Zurabisjvili den georgiska pressen att hon skulle ta en paus från politiken. Zurabisjvili menade att en av anledningarna till detta var "bristen på demokrati i Georgien". Zurabisjvili arbetade därefter inom FN:s säkerhetsråd.
I presidentvalet i Georgien 2013 tänkte Zurabisjvili ställa upp med stöd av Georgiens väg men hennes kandidatur avslogs på grund av hennes dubbla nationaliteter.
Hon ställde upp i presidentvalet 2018 som en oberoende kandidat och fick nästan 60 procent av rösterna i den andra valomgången. Hon tillträdde som president 16 december 2018 och blev därmed första kvinna på presidentposten i Georgien. Hon efterträdde Giorgi Margvelasjvili på posten.

## Privatliv
Zurabisjvili gifte sig med den georgiske journalisten Dzjanri Kasjia 1993. Kasjia var född 8 maj 1939 och de var gifta fram till hans död 11 mars 2012. Tillsammans med Kasjia fick Zurabisjvili två barn. Utöver modersmålen georgiska och franska talar hon även engelska, tyska, italienska och ryska.
Zurabisjvili är kusin till den franska historikern Hélène Carrère d’Encausse.